# Gemeentelijke herindelingsverkiezingen in Nederland 1989
Gemeentelijke herindelingsverkiezingen in Nederland 1989 geeft informatie over tussentijdse verkiezingen voor een gemeenteraad in Nederland die gehouden werden op 29 november 1989.
De verkiezingen werden gehouden in 46 gemeenten die betrokken waren bij een herindelingsoperatie die op 1 januari 1990 is doorgevoerd.
De volgende gemeenten waren bij deze verkiezingen betrokken:
Provincie Noord-Holland
- de gemeente Anna Paulowna en een gedeelte van de gemeente Barsingerhorn: samenvoeging tot een nieuwe gemeente Anna Paulowna;[1]
- de gemeenten Harenkarspel, Sint Maarten en Warmenhuizen: samenvoeging tot een nieuwe gemeente Harenkarspel;[1]
- de gemeenten Langedijk en Sint Pancras: samenvoeging tot een nieuwe gemeente Langedijk;[1]
- de gemeente Niedorp en een gedeelte van de gemeente Barsingerhorn: samenvoeging tot een nieuwe gemeente Niedorp;[1]
- de gemeenten Callantsoog en Zijpe: samenvoeging tot een nieuwe gemeente Zijpe.[1]

Bij deze herindeling werden tevens grenswijzigingen doorgevoerd met een aantal naburige gemeenten (Alkmaar, Den Helder, Heerhugowaard, Schagen, Schoorl en Wieringermeer).
Provincie Groningen
- de gemeenten Beerta, Finsterwolde en Nieuweschans: samenvoeging tot een nieuwe gemeente Beerta;[3]
- de gemeenten Bierum, Delfzijl en Termunten: samenvoeging tot een nieuwe gemeente Delfzijl;[3]
- de gemeenten Grootegast en Oldekerk: samenvoeging tot een nieuwe gemeente Grootegast;[3]
- de gemeenten Hefshuizen, Kantens, Usquert en Warffum: samenvoeging tot een nieuwe gemeente Hefshuizen;[3][4]
- de gemeenten Loppersum, Middelstum, Stedum en 't Zandt: samenvoeging tot een nieuwe gemeente Loppersum;[3]
- de gemeenten Meeden, Muntendam en Oosterbroek: samenvoeging tot een nieuwe gemeente Oosterbroek;[3][5]
- de gemeenten Oude Pekela en Nieuwe Pekela: samenvoeging tot een nieuwe gemeente Pekela;[3]
- de gemeenten Midwolda, Nieuwolda en Scheemda: samenvoeging tot een nieuwe gemeente Scheemda;[3]
- de gemeenten Eenrum, Kloosterburen, Leens en Ulrum: samenvoeging tot een nieuwe gemeente Ulrum;[3]
- de gemeenten Adorp, Baflo, Ezinge en Winsum: samenvoeging tot een nieuwe gemeente Winsum;[3]
- de gemeenten Aduard, Grijpskerk, Oldehove en Zuidhorn: samenvoeging tot een nieuwe gemeente Zuidhorn.[3]

In deze gemeenten zijn de reguliere gemeenteraadsverkiezingen van 21 maart 1990 niet gehouden.
Door deze herindeling daalde het aantal gemeenten in Nederland per 1 januari 1990 van 702 naar 672.